# Ewiger Friede (1686)

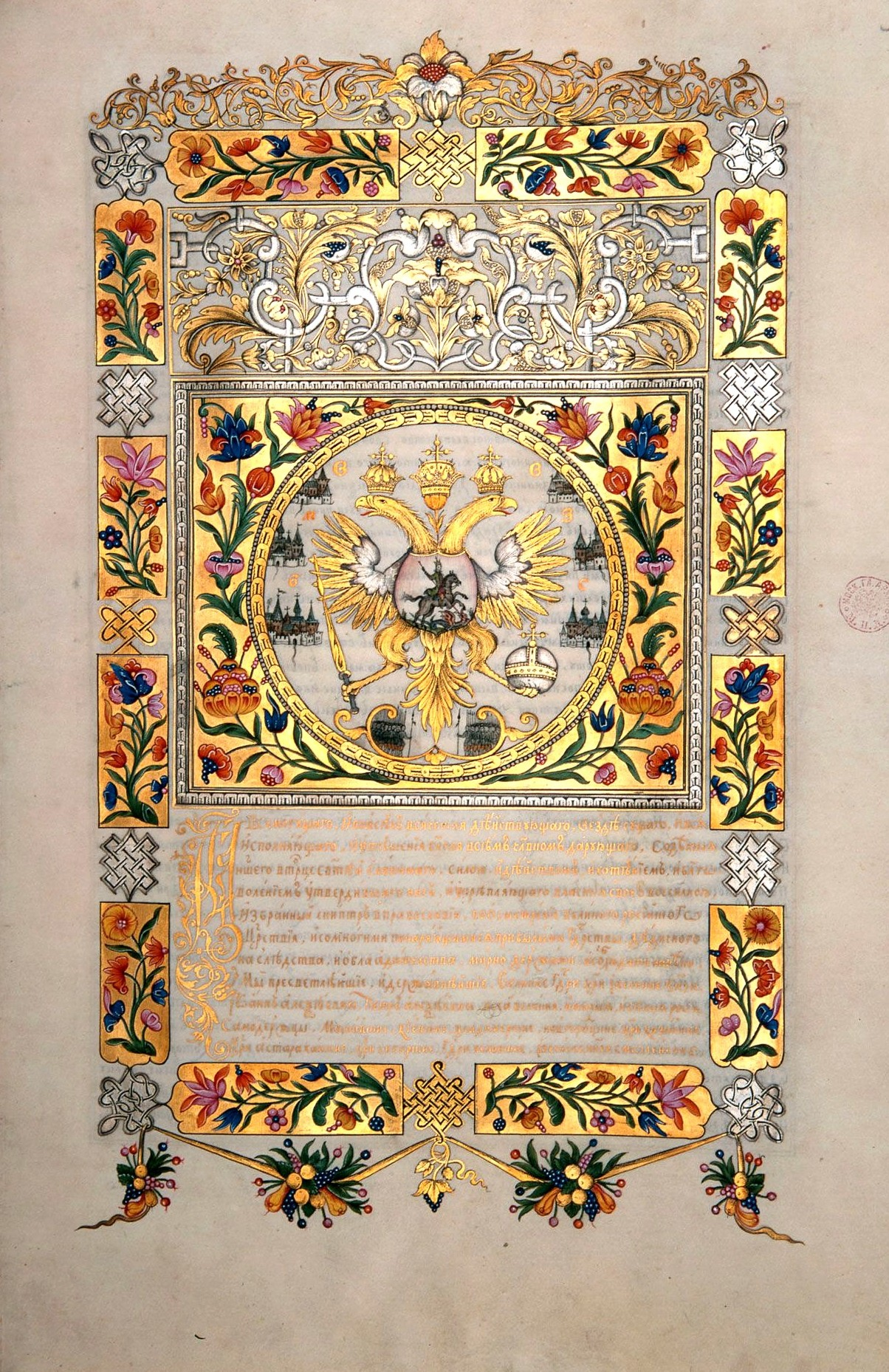
Der Vertrag über den „Ewigen Frieden“ von 1686 zwischen Polen-Litauen und Russland

Der Ewige Friede (polnisch Pokój wieczysty, russisch Вечный мир) war ein zwischen Polen-Litauen und dem Zarentum Russland am 26. Apriljul. / 6. Mai 1686greg. in Moskau geschlossener Friedensvertrag. Die Rzeczpospolita war durch den Posener Wojewoden Krzysztof Grzymułtowski vertreten, die russische Seite durch Knjas Wassili Golizyn.
Der Ewige Friede beendete völkerrechtlich den Russisch-Polnischen Krieg 1654–1667 und bestätigte die im Waffenstillstand von Andrussowo getroffenen Vereinbarungen. Der Vertrag enthielt eine Präambel und 33 Artikel. Er sicherte der russischen Seite die in Andrussowo von der polnischen Krone abgetretenen Gebiete und legte bis 1772 die polnisch-russische Grenze fest.
Beide Seiten verpflichteten sich, keinen Separatfrieden mit dem Osmanischen Reich einzugehen. Durch die Unterzeichnung des Vertrages trat das zaristische Russland einer gegen das Osmanische Reich gerichteten Koalition bei, der Heiligen Liga. Es eröffnete im Osten eine Front gegen die osmanischen Vasallen, die Krimtataren (vgl. Russisch-Türkischer Krieg 1686–1700).

## Bedeutung
Der Ewige Friede, der in der polnischen Geschichtsschreibung als Traktat Grzymułtowskiego bekannt ist, wird je nach Perspektive unterschiedlich beurteilt. Allgemein kann gesagt werden, dass der Vertrag für Russland vorteilhaft war und einen wichtigen Schritt zur endgültigen Vormachtstellung Moskaus im Osten Europas darstellte. Gleichzeitig bedeutete der Ewige Friede für Polen den Beginn einer absteigenden Tendenz, die 1772 in den Teilungen endete. Die polnisch-litauische Adelsrepublik verlor das große Gebiet der Ostukraine und Kiew endgültig an Russland. Die bisherige Woiwodschaft Kiew, die noch vom polnischen König Kazimierz IV. dem Jagiellonen (also Mitte des 15. Jahrhunderts) gegründet worden war, verlor ihre natürliche Hauptstadt.